# Guerilla Open Access Manifesto

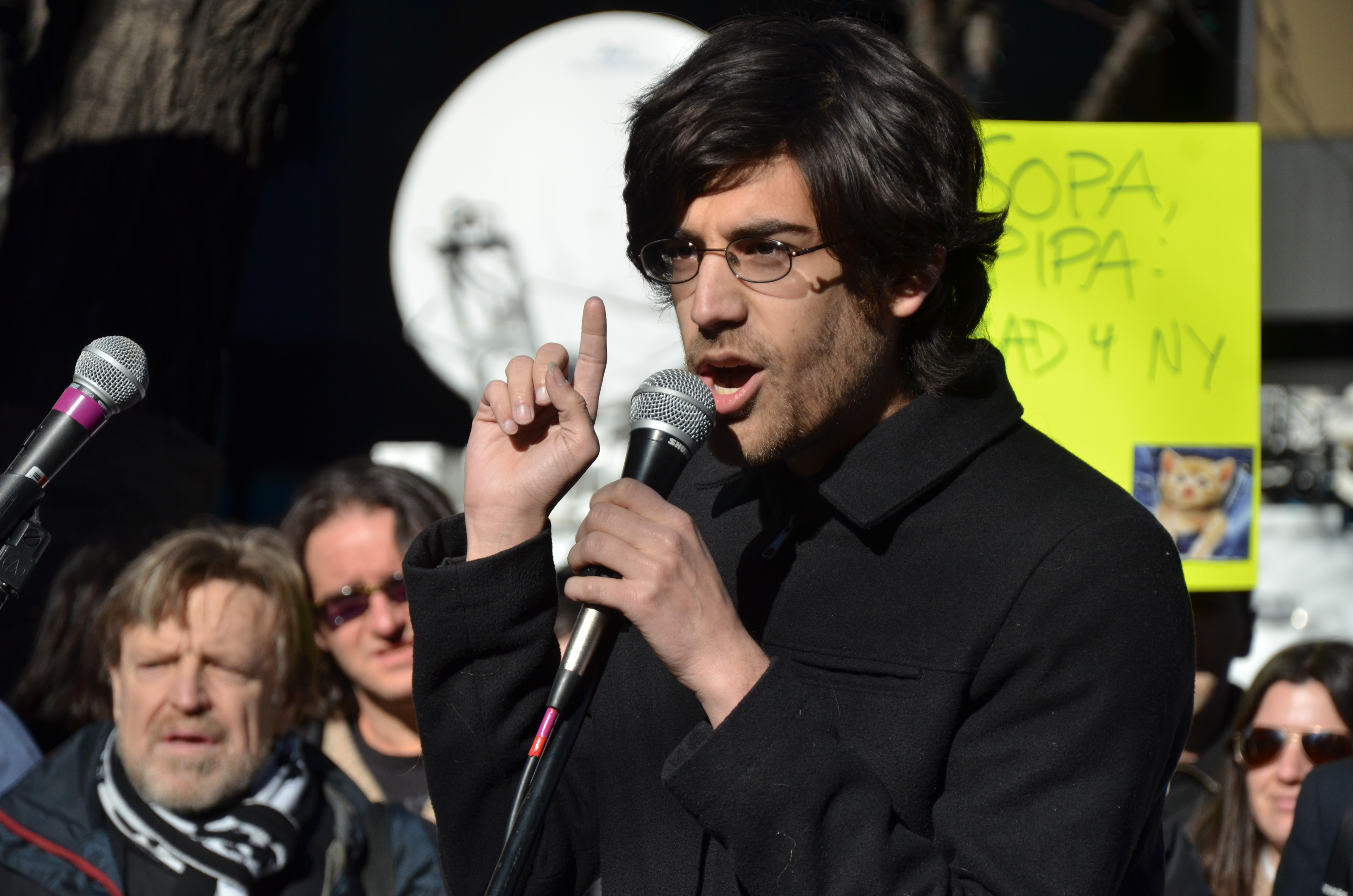
Aaron Swartz, desenvolupador de programari i creador del Manifest

Guerilla Open Access Manifesto és un document escrit per Aaron Swartz l'any 2008 que dona suport al moviment Open Access. L'objectiu del moviment d'accés obert és eliminar les barreres i els murs de pagament que poden prohibir al públic en general l'accés a publicacions de recerca científica. Aaron Swartz, el creador del manifest Guerilla Manifesto, va ser un activista que va lluitar contra les restriccions que s'imposaven als articles acadèmics, així com el dret de totes les persones a tenir accés a la investigació científica.

## Context històric
L'1 de gener de 1983, ARPANET, que originalment utilitzava el protocol NCP, va passar a TCP/IP, obrint el camí per a Internet modern. A mesura que es va estendre l'ús d'Internet i la transferència de dades, el món va entrar en una era de facilitat sense precedents per copiar i transferir informació. Tanmateix, molta informació encara estava limitada per les lleis de drets d'autor. Aquesta discrepància va fer que alguns sentissin insatisfacció per la manca de disponibilitat d'informació, i va provocar el desig de fer la informació més accessible al públic.
Els científics informàtics van obtenir la informació d'accés obert, que van compartir els seus descobriments obertament a Internet perquè altres científics els utilitzessin com a base per continuar treballant en el camp. En aquest moment, a causa de la manca de coneixement, aquesta informació compartida lliurement encara es limitava a una comunitat a petita escala. A mesura que més comunitats es van acostumar a usar Internet, diversos grups d'individus de diferents orígens (investigadors independents, comunitats professionals, indústria i comerç) van començar a fer servir i afegir-hi aquesta base de dades pública. En aquest moment, els servidors, arXiv7 i Citeseer8, sent les dues col·leccions principals amb publicacions científiques, van arrelar per satisfer la demanda d'informació d'accés obert per part dels investigadors. El seu ús es va generalitzar i van establir un precedent per a les publicacions de literatura en diferents àmbits.
Abans de la publicació del Manifesto, Swartz havia estat actiu en el moviment de codi obert. Durant un viatge al MIT després de convertir-se en finalista del premi ArsDigita, Swartz va estar envoltat de professionals de la tecnologia amb la intenció de fer que Internet fos de codi obert. A més, Swartz va treballar en altres projectes de codi obert abans d'escriure el Manifest, com ara treballar com a col·laborador primerenc de Creative Commons, una organització web dedicada a garantir l'accés obert a una varietat de materials diferents amb drets d'autor. Altres treballs inclouen les seves primeres contribucions de programació a Open Library, una organització que intenta crear una biblioteca en línia completa que contingui informació sobre cada llibre. Mesos abans de publicar el Manifest, l'any 2008, Swartz va treballar per fer públics milers de documents de la cort federal de manera gratuïta.

## Anàlisi de continguts
El manifest s'obre amb l'afirmació que “La informació és poder”, i argumenta que l'accés al coneixement és un dret humà. Se centra en la disponibilitat de treball científic i acadèmic en línia i defensa la importància de fer que el treball acadèmic sigui àmpliament disponible, juntament amb l'eliminació de les barreres d'accés existents. També identifica les restriccions a la disponibilitat d'informació com un problema greu que s'enfronta tant a la comunitat acadèmica com al món en general, i critica tant les lleis de drets d'autor que han donat lloc als murs de pagament, com les influències corporatives i la cobdícia percebuda que han donat suport al desenvolupament del suport legislatiu de tot això. Al Manifest, Swartz esmenta una editorial amb el seu nom: Reed Elsevier, una editorial els articles de la qual cobreixen una gran varietat de temes que s'amaguen darrere d'un mur de pagament, que Swartz condemna com a poc ètic. Ell emmarca que un dels objectius del Moviment d'accés obert és garantir que els acadèmics que publiquen el seu treball puguin posar-lo a l'abast de tothom i no es vegin obstaculitzats per aquestes restriccions. A més, Swartz aborda el paper del privilegi a l'hora d'incidir en qui té i no té accés a molts d'aquests dipòsits d'informació, cridant l'atenció sobre les diferències socioeconòmiques existents que contribueixen a aquestes desigualtats en la disponibilitat de la informació. El Manifest serveix com a crida a l'acció de Swartz i argumenta que fer que la informació acadèmica estigui àmpliament disponible en línia és un imperatiu moral. Per fer-ho, defensa que els defensors de l'accés obert es comprometin amb la desobediència civil i condona la violació de la llei de drets d'autor per tal de fer que el treball acadèmic sigui àmpliament disponible en línia.

## Repercussions i impacte
El contingut del manifest de Swartz va cridar ràpidament l'atenció de les entitats governamentals. El moviment d'accés obert estava guanyant força a mesura que l'atac inicial de Swartz al mur de pagament JSTOR havia posat de manifest les injustícies de bloquejar els ciutadans de la investigació finançada públicament. El 2013, el Servei Secret dels Estats Units va publicar una part del seu fitxer de gairebé 15.000 pàgines sobre Swartz, detallant la seva investigació sobre la seva llar i fent una crònica de les preguntes que se li van fer sobre les sol·licituds de "drets humans" del Manifest. Swartz s'enfrontava a fins a 50 anys de presó si era considerat culpable dels càrrecs contra ell, i va romandre sota investigació fins al seu eventual suïcidi el 2013. El Manifest i les seves idees van continuar estenent-se per la xarxa d'Internet i bases de dades com JSTOR van ser criticades per les seves pràctiques inaccessibles. El gener de 2012, milers de científics van protestar contra Elsevier, l'editorial a què es refereix el Manifest, per la seva pràctica d'aplicar els murs de pagament i limitar l'accés.

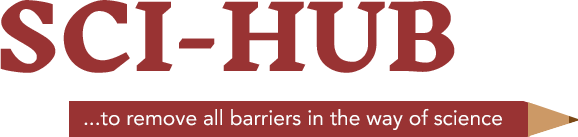
El dipòsit en línia d'Elbakyan Sci-Hub, es va inspirar en el Manifest de Swartz

Alguns activistes afirmen que Swartz no va aconseguir els objectius específics que va descriure al seu Manifest. La col·lecció JSTOR no es va alliberar al domini públic i altres activistes es van pronunciar contra les activitats il·legals que recolzava el Manifest. Tanmateix, les idees simbòliques que Swartz va introduir a través del seu Manifest van ser efectives per incentivar altres a assumir el mantell del moviment d'accés obert (OA). Avui en dia, molts llocs que abans utilitzaven murs de pagament estan disponibles gratuïtament gràcies a les accions dels activistes de l'OA seguint els passos de Swartz. Una d'aquestes activistes, Alexandra Elbakyan, va impulsar la missió de Swartz mitjançant el desenvolupament d'un repositori en línia que va anomenar "Sci-Hub" que proporciona accés gratuït a més de 74 milions d'articles de revistes científiques. Swartz i Elbakyan estan identificats com a activistes del GOA, especificats com a tals a causa de les pràctiques descaradament il·legals en què participen. Els enfocaments més generals de l'OA prefereixen defensar l'alliberament de la informació acadèmica a través de mitjans legals i, per tant, existeixen tensions entre els activistes de l'OA i el GOA pel que fa als riscos que estan disposats a assumir en la lluita per l'accessibilitat oberta. Alguns crítics del moviment GOA afirmen donar suport a la desobediència civil, però no donen suport als ideals radicals dels activistes del GOA. Creuen que la responsabilitat del canvi és dels responsables polítics i dels científics.